# Xã Limestone, Quận Kankakee, Illinois
Xã Limestone (tiếng Anh: Limestone Township) là một xã thuộc quận Kankakee, tiểu bang Illinois, Hoa Kỳ. Năm 2010, dân số của xã này là 5.035 người.